# Regina Silveira
Regina Silveira, là một họa sĩ người Brazil nổi tiếng thế giới. Sống, làm việc và học tập chủ yếu ở São Paulo trong suốt cuộc đời của mình, Regina Silveira có thể được coi là một trong những nghệ sĩ Mỹ Latinh có ảnh hưởng nhất trong thế hệ của cô. 

## Cuộc đời
Regina Silveira sinh năm 1939 tại Porto Alegre, Brazil, nhưng cô đã dành phần lớn cuộc sống của mình ở thành phố São Paulo. Regina Silveira bắt đầu học nghệ thuật vào năm 1950 dưới sự hướng dẫn của họa sĩ người Brazil có tên là Ibere Camargo; cô đã nghiên cứu in thạch bản và điêu khắc gỗ ngoài việc vẽ tranh. Trong những năm 1970, Regina Silveira bắt đầu thử nghiệm với công việc in ấn và quay video.

## Học vấn
Regina Silveira đã tốt nghiệp ở độ tuổi 20 vào năm 1958 với bằng cử nhân về mỹ thuật tại Viện Nghệ thuật Liên bang Universidade do Rio Grande do Sul. Chiếm vị trí giảng dạy trong cùng một tổ chức, cô đã phát triển một tác phẩm điêu khắc và vẽ tranh dưới sự giám hộ của Iberê Camargo, Francisco Stockinger và Marcelo Grassman. Năm 1967, Regina Silveira đã được trao học bổng nghiên cứu lịch sử nghệ thuật ở Madrid. Cô đã trở lại Brazil vào năm 1973, tiếp tục học tại Trường Truyền thông và Nghệ thuật thuộc Đại học São Paulo, Regina Silveirasau đó đã hoàn thành bằng Thạc sĩ Mỹ thuật năm 1980 và bằng tiến sĩ từ cùng trường học này vào năm 1984. 

## Triễn lãm
- Celeção Itaú, São Paulo, Brazil

Celeção SECS, São Paulo, Brazil

Nghệ thuật đương đại, La Jolla, CA, US

Bảo tàng Nghệ thuật đương đại San Diego

Bảo tàng Nghệ thuật hiện đại New York

Pinacoteca do Estado de São Paulo

Triễn lãm Nghệ Thuật đương đại, New York, NY, US

Bảo tàng nghệ thuật Blanton, Đại học Texas, Austin, TX, US

Museo de Arte Contemporânea de Buenos Aires, Argentina

Museu de Arte Moderna do Rio de Janeiro, Brazil

Museu de Arte Moderna de São Paulo, Brazil

Museo del Barrio, New York, NY, US

Taipei Fine Arts Museum, Taiwan

Bảo tàng Nghệ thuật Queens, New York, NY, US